# Alice Ambrose
Alice Ambrose Lazerowitz (Lexington, 25 de novembre de 1906 – Northampton, 25 de gener de 2001) va ser una escriptora, i filòsofa estatunidenca, especialitzada en lògica.

## Educació
Ambrose va néixer en Lexington i es va queda orfe quan tenia 13 anys. Va estudiar filosofia i matemàtiques a la Universitat de Millikin durant els anys 1924 i 1928. Després de completar el seu doctorat en la Universitat de Wisconsin-Madison el 1932, va anar a la Universitat de Cambridge (Newnham College) per a estudiar amb el filòsof George Edward Moore i el filòsof i matemàtic Ludwig Wittgenstein. Un cop allà, va obtenir el seu segon doctorat el 1938.

## Wittgenstein

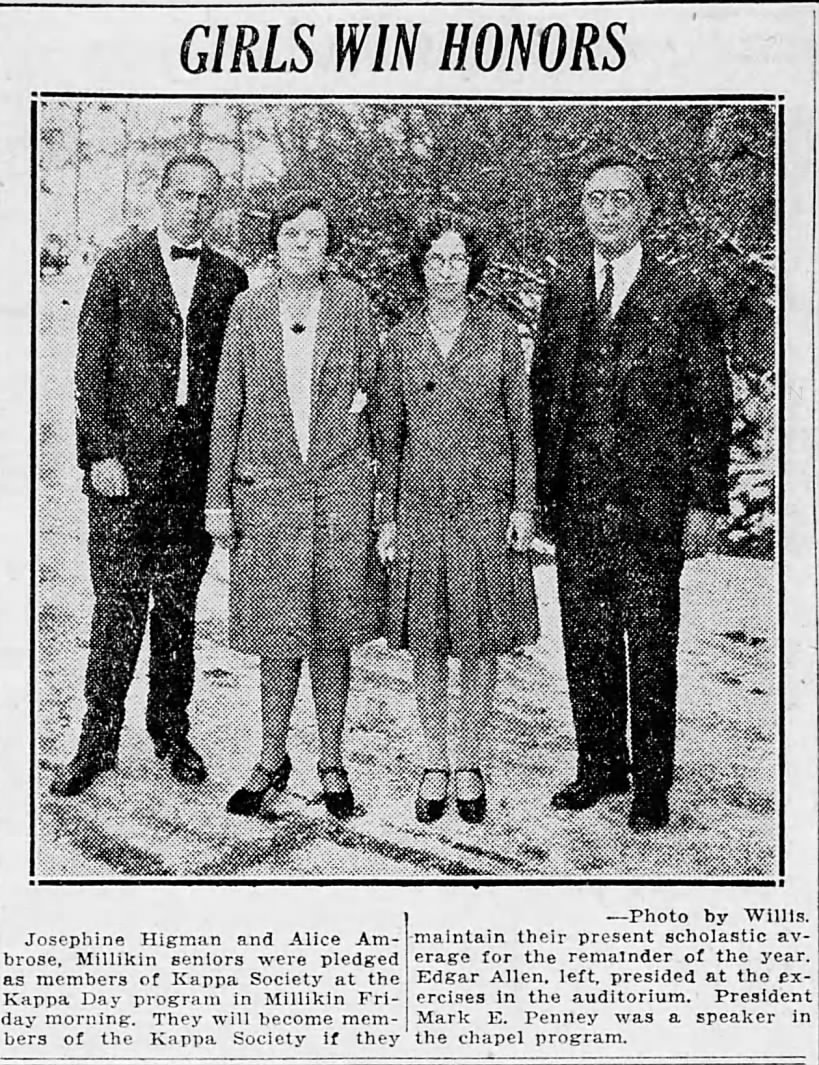
Alice Ambrose amb Josephine Higman, Edgar Allen i Mark E. Penney, a una fotografia del Herald Review de Decatur, Illinois, 1927.

Ambrose va arribar a ser una aprenent propera de Wittgenstein, relació que va explicar en el llibre Ludwig Wittgenstein: Philosophy and Language de 1972, un volum coeditat amb el seu marit, el també filòsof Morris Lazerowitz. Junt amb la seva companya d'estudis Margaret MacDonald, Ambrose va prendre notes durant les conferències de Wittgenstein, de manera secreta, ja que ell no ho permetia, que després van ser publicades. Va formar part d'un reduït i selecte grup d'estudiants als quals Wittgenstein va dictar els anomenats Els quaderns blau i marró, que testimonien el període de transició en el pensament de Wittgenstein entre les seves dues grans obres: Tractatus logico-philosophicus i Recerques filosòfiques.
En la historiografia del seu període, Ambrose és anomenada deixeble o alumna però mai considerada filòsofa com a tal. Això, lluny de fer justícia al seu lloc dins la filosofia, és només fruit d'un tracte negligent cap a la seva figura per part dels historiadors. Al llarg dels seus anys acadèmics, sobretot a principis de la dècada dels 50, va desenvolupar i expandir algunes de les idees de Wittgenstein i va contribuir amb clara rellevància a debats sobre el rol del llenguatge dins la pràctica de la filosofia, entre d'altres.
En específic, Ambrose discerneix amb la majoria de filòsofs (i també amb Wittgenstein) en la idea que hi ha quelcom inherent a la manera de comunicar filosofia que és dolent. Ella és partidària de pensar el llenguatge filosòfic com a adaptable a cada necessitat i ús, rebutjant així cap possibilitat de característica inherent a la paraula.
Wittgenstein va acabar l'associació amb Ambrose sobtadament el 1935 quan aquesta segona, animada per G. E. Moore, va decidir publicar un article titulat "Finitism in Mathematics" (El finitisme en les matemàtiques) en la revista filosòfica Mind amb la intenció de revelar la posició de Wittgenstein sobre el tema.

## Carrera
Ambrose va començar la seva carrera a la Universitat de Michigan quan va tornar als Estats Units el 1935. Un parell d'anys més tard, va ser admesa a l'Smith College  i va mantenir la plaça durant la resta de la seva carrera. Va anar escalant posicions dins la universitat fins que, el 1964, va rebre la càtedra de Filosofia d'Austin i Sophia Smith. Ja al 1972, a l'edat de 66 anys, es va convertir en professora emèrita. De 1953 a 1968 va ser editora de la revista de recerca Journal of Symbolic Logic. Va treballar principalment en lògica i filosofia matemàtica, escrivint un manual sobre el tema amb el seu marit que es va convertir en un llibre de text molt utilitzat i que es coneixia com "Ambrose and Lazerowitz".
Va col·laborar amb el seu marit en diverses obres: Fundamentals of Symbolic Logic (1948), Logic: The Theory of Formal Inference (1961), Philosophical Theories (1976) i Essays in the Unknown Wittgenstein (1984). La seva jubilació no va ser un impediment per a seguir ensenyant. De fet, va estar donant conferències a diverses universitats del país (principalment a Simth, on va dedicar la majoria de la seva carrera) fins a la seva mort, amb 94 anys, el 25 de gener de 2001.
Els seus articles i documents personals es troben als arxius de l'Smith College.

## Obra

### Algunes publicacions
- Ambrose, A. & M. Lazerowitz (1948). Fundamentals of Symbolic Logic. Rinehart.
- Ambrose, A. (1966). Essays in Analysis. Allen & Unwin.
- Ambrose, A. & M. Lazerowitz, ed. (1948). Logic: The Theory of Formal Inference. Rinehart.
- Ambrose, A. & M. Lazerowitz, ed. (1970). G.E. Moore: essays in retrospect. Allen & Unwin.
- Ambrose, A. & M. Lazerowitz, ed. (1972). Ludwig Wittgenstein: Philosophy and Language. Allen & Unwin. ISBN 0041000293
- Ambrose, A. & M. Lazerowitz (1976). Philosophical Theories. Mouton de Gruyter. ISBN 9027975019
- Ambrose, A. & M. Lazerowitz, ed. (1984). Essays in the unknown Wittgenstein. Prometheus Books.
- Ambrose, A. & M. Lazerowitz (1985). Necessity and language. Croom Helm. ISBN 0709941013